# Dragon Ball: Raging Blast
Dragon Ball: Raging Blast is een computerspel gebaseerd op de populaire anime/manga Dragon Ball Z en is verkrijgbaar op de PlayStation 3 en de Xbox 360. Er zitten nieuwe features in zoals cutscenes door het gevecht heen en een online modus. De story mode (Dragon Battle Collection) begint van de Saiyan Saga tot en met de Kid Buu Saga.

## Bespeelbare personages
Dragon Ball: Raging Blast telt 43 bespeelbare personages.
- Goku
- Kid Gohan
- Teen Gohan
- Gohan
- Piccolo
- Krilin
- Yamcha
- Tien
- Chiaotzu
- Vegeta
- Vegeta (Scouter)
- Majin Vegeta
- Trunks
- Trunks (Sword)
- Kid Trunks
- Goten
- Gotenks
- Vegito
- Videl
- Bardock
- Raditz
- Nappa
- Zarbon
- Dodoria
- Captain Ginyu
- Recoome
- Burter
- Jeice
- Guldo
- Frieza
- Android #16
- Android #17
- Android #18
- Android #19
- Dr. Gero
- Cell
- Majin Boo
- Kid Buu
- Broly
- Gogeta
- Vegeta SS3
- Broly SS3